# Eleições municipais de Dourados em 1992
As eleições municipais de Dourados, em 1992, foram realizadas em 3 de outubro para eleger um prefeito, um vice-prefeito e 17 vereadores no município de Dourados, no estado brasileiro de Mato Grosso do Sul. Foram eleitos Humberto Teixeira e Lori Gressler para os cargos de prefeito e vice-prefeito (a), respectivamente. 
Seguindo a Constituição, os candidatos são eleitos para um mandato de quatro anos a se iniciar em 1º de janeiro de 1993. A decisão para os cargos da administração municipal, segundo o Tribunal Regional Eleitoral, contou com 82.684 eleitores aptos e 10.870 abstenções, de forma que 13,15% do eleitorado não compareceu às urnas naquele turno. 

## Resultados

### Prefeito
A eleição para prefeito contou com três candidatos em 1992: Antônio Nogueira (PMDB), Egon Krakheche (PT) e Humberto Teixeira (PRN), que obtiveram, respectivamente, 27.040 (41,14%), 8.440 (12,84%) e 30.243 votos (46,02%). 
O Tribunal Regional Eleitoral também contabilizou 6,27% de votos brancos, o que representa 4.503 votos; 2,21% de votos nulos, o que representa 1.588 votos; e uma abstenção de 13,15%, o que representa 10.870 ausências.
| Candidato(a)            | Vice                | Coligação                           | Votos recebidos | Percentual |
| ----------------------- | ------------------- | ----------------------------------- | --------------- | ---------- |
| Humberto Teixeira (PRN) | Lori Gressler (PDC) | PRN, PDC, PTB, PDS e PFL            | 30.243          | 46,02%     |
| Antônio Nogueira (PMDB) | Délia Razuk (PMDB)  | PMDB, PSDB, PDT, PMN, PL, PST e PTR | 27.040          | 41,14%     |
| Egon Krakheche (PT)     | não disponível      | PT, PSB e PPS                       | 8.440           | 12,84%     |

### Vereador
Na decisão para o cargo de vereador, foram eleitos 17 pessoas com um total de 64 318 votos válidos. O Tribunal Superior Eleitoral contabilizou 4.448 votos em branco e 3.048 votos nulos. De um total de 82.684 eleitores aptos, 10.870 (13,15%) não compareceram às urnas.
| Nome                      | Partido político                                   | Coligação                           | Votos recebidos | Percentual |
| ------------------------- | -------------------------------------------------- | ----------------------------------- | --------------- | ---------- |
| Péricles Cintra           | Partido do Movimento Democrático Brasileiro (PMDB) | PMDB, PSDB, PDT, PMN, PL, PST e PTR | 1.521           | 2,36%      |
| Marçal Filho              | Partido do Movimento Democrático Brasileiro (PMDB) | PMDB, PSDB, PDT, PMN, PL, PST e PTR | 1.438           | 2,24%      |
| Geraldo Resende           | Partido da Social Democracia Brasileira (PSDB)     | PMDB, PSDB, PDT, PMN, PL, PST e PTR | 1.384           | 2,15%      |
| Bela Barros               | Partido da Frente Liberal (PFL)                    | PRN, PDC, PTB, PDS e PFL            | 1.273           | 1,98%      |
| Ismael Araújo de Oliveira | Partido do Movimento Democrático Brasileiro (PMDB) | PMDB, PSDB, PDT, PMN, PL, PST e PTR | 1.086           | 1,69%      |
| Azola do Burro            | Partido da Mobilização Nacional (PMN)              | PMDB, PSDB, PDT, PMN, PL, PST e PTR | 1.052           | 1,64%      |
| Bebeto                    | Partido do Movimento Democrático Brasileiro (PMDB) | PMDB, PSDB, PDT, PMN, PL, PST e PTR | 1.048           | 1,63%      |
| Eduardo Laier             | Partido da Frente Liberal (PFL)                    | PRN, PDC, PTB, PDS e PFL            | 1.010           | 1,57%      |
| Luiz Machado              | Partido do Movimento Democrático Brasileiro (PMDB) | PMDB, PSDB, PDT, PMN, PL, PST e PTR | 882             | 1,37%      |
| João Derli                | Partido Democrático Trabalhista (PDT)              | PMDB, PSDB, PDT, PMN, PL, PST e PTR | 876             | 1.36%      |
| Laerte Tetila             | Partido dos Trabalhadores (PT)                     | PT, PSB e PPS                       | 871             | 1,35%      |
| Dioclécio Artuzi          | Partido da Reconstrução Nacional (PRN)             | PRN, PDC, PTB, PDS e PFL            | 859             | 1,34%      |
| Santim                    | Partido do Movimento Democrático Brasileiro (PMDB) | PMDB, PSDB, PDT, PMN, PL, PST e PTR | 841             | 1,31%      |
| Dorgival Ferreira         | Partido do Movimento Democrático Brasileiro (PMDB) | PMDB, PSDB, PDT, PMN, PL, PST e PTR | 838             | 1,3%       |
| Fritz                     | Partido da Frente Liberal (PFL)                    | PRN, PDC, PTB, PDS e PFL            | 780             | 1,21%      |
| Cimatti                   | Partido da Frente Liberal (PFL)                    | PRN, PDC, PTB, PDS e PFL            | 685             | 1,07%      |
| Zé do Itahum              | Partido da Reconstrução Nacional (PRN)             | PRN, PDC, PTB, PDS e PFL            | 655             | 1,02%      |